# Mastax rawalpindi
Mastax rawalpindi é uma espécie de carabídeo da tribo Brachinini, com distribuição restrita ao Paquistão.